# Riflesso cremasterico
Il riflesso cremasterico si ritrova fisiologicamente nel maschio di alcune specie di mammiferi, tra cui l'uomo e il cavallo.
Esso consiste nella contrazione del muscolo cremastere — termine che ha le sue origini nel greco antico "kremastér", "ciò che tiene sollevato" — (muscolo che ricopre il canale inguinale e che deriva dal muscolo obliquo interno dell'addome). Questo riflesso è provocato accarezzando o colpendo leggermente la parte superiore e mediale (interna) della coscia, indipendentemente dalla direzione del colpo.
L'innervazione che permette questo riflesso è di competenza dei nervi spinali L1 e L2.

## Condizioni cliniche
Una assenza di questo riflesso può essere indicativa di lesioni a carico dei suddetti rami nervosi. Il riflesso è assente anche nella torsione del testicolo.
Il riflesso cremasterico può essere assente con torsione testicolare, disturbi dei motoneuroni superiore e inferiore, nonché una lesione alla colonna vertebrale di L1-L2. Può anche verificarsi se il nervo ileoinguinale è stato accidentalmente tagliato durante una riparazione dell'ernia.
Il riflesso cremasterico può essere utile nel riconoscere le emergenze testicolari. La presenza del riflesso cremasterico non esclude la torsione testicolare da una diagnosi differenziale, ma amplia le possibilità di includere l'epididimite o altre cause di dolore scrotale e testicolare. In ogni caso, se l'ipotesi diagnostica di torsione testicolare non può essere definitivamente esclusa in modo rapido, di solito viene eseguita un'ecografia Doppler testicolare o un intervento chirurgico esplorativo per prevenire la possibile perdita del testicolo in necrosi.
È da sottolineare che nel bambino questo riflesso può essere esagerato e, nel caso di canale inguinale ancora pervio, può portare a diagnosi errata di criptorchidismo. Si sottolinea che è possibile evocare il riflesso non prima del sesto mese di vita.